# Citizen Cam
Citizen Cam ist eine im Stil eines Dokumentarfilms entworfene Satire (vgl. Mockumentary) auf die Überwachungsgesellschaft, die sich mit dem fiktiven isländischen TV-Sender Humani TV befasst.

## Handlung
In der isländischen Hauptstadt Reykjavík befinden sich 200 von der Polizei betriebene Überwachungskameras an öffentlichen Orten. Im Jahr 1996 erfand der Polizeichef Felix Bachmann den neuen TV-Sender Kanal 8, der von der Bevölkerung umgehend in Humani TV umbenannt wurde. Auf diesem Sender werden seit dem 21. Dezember 1996 in einer bestimmten Reihenfolge jeweils 20 Sekunden die Bilder einer Kamera ohne Kommentar oder Bearbeitung gezeigt. Der werbefreie Sender erfreut sich bei der nur etwa 270.000 Einwohner starken Bevölkerung Islands großer Beliebtheit und schlägt alle Einschaltquotenrekorde. Der Film Citizen Cam berichtet über den TV-Sender und interviewt Befürworter wie Gegner der allgegenwärtigen Videoüberwachung. Es wird auch gezeigt, wie Künstler das System zu Kunstzwecken nutzen. Gegen Ende stellt der Film die Frage auf, ob auf Island womöglich neueste hochmoderne Überwachungstechniken getestet werden und zieht eine mögliche Verbindung zum Echelon-System der USA.

## Tatsachen und Auflösung der Fiktion
Der gezeigte Sender Humani TV existiert nicht. In Reykjavík befinden sich tatsächlich weniger als 20 von der Polizei betriebene Kameras. Diese sind nicht an ein TV-System angeschlossen. Die Satire wird allerdings erst ganz am Ende des Films aufgelöst. Diese Auflösung wird oft übersehen. Betrachter des Films nehmen diesen daher teilweise als Darstellung der Realität wahr. Es fanden reale Veranstaltungen statt, die sich mit dem (als wahr angenommenen) Inhalt des Films beschäftigten. Die österreichische Tageszeitung Der Standard berichtete 2004, dass selbst der frühere österreichische Innenminister Ernst Strasser den Film für bare Münze genommen und dessen Inhalt während einer Pressekonferenz zu Sicherheitsfragen thematisiert habe.
Folgende Hinweise auf die Satire werden zum Ende des Films gegeben:
- Der Abspann nennt die Schauspieler und ihre Rollen.
- Während des Abspanns wird der Text "La théorie transforme la réalité" (in der deutschen Untertitelung: "Theorie verwandelt Realität, indem sie sie beschreibt") eingeblendet.
- Nach dem Abspann folgt eine kurze Sequenz mit der Texteinblendung "Tout ce que vous avez vu est faux. Sauf ça" (Deutsche Untertitelung: "Das alles ist falsch. Nur das nicht") und die zuvor im Film bereits gezeigten Radome einer Echelon-Anlage werden erneut gezeigt.

## Auszeichnungen
- Biarritz International Festival of Audiovisual Programming (2000): Gewinner "Golden FIPA" in der Kategorie "Short Programs"